# Arseniksyra
Arseniksyra är en giftig syra med den kemiska formeln H3AsO4. Den har samma molekylstruktur som fosforsyra. Arseniksyrans salter kallas arsenater.

## Egenskaper
Ren arseniksyra har aldrig påvistats, men hemihydratet H3AsO4 · ½H2O formar stabila, färglösa kristaller. I lösningar är den till största delen joniserad.

## Framställning
Arseniksyra framställs genom att lösa arseniktrioxid (As2O3) i koncentrerad salpetersyra (HNO3).
{\displaystyle {\rm {As_{2}O_{3}+3\ HNO_{3}\rightarrow 2\ AsO(OH)_{3}+2\ NO+NO_{2}}}}

## Användning
Ämnets giftighet begränsar dess kommersiella användning, men det används sporadiskt som träimpregnering, bekämpningsmedel och industriellt rengöringsmedel för glas och metall. Det har också använts som oxidationsmedel vid framställning av anilinrött (fuksin).